# Magnesiumstearaat
Magnesiumstearaat is het magnesiumzout van stearinezuur. Als E572 is de verbinding in de Europese Unie toegestaan als additief in voedsel, medicijnen en cosmetica (babypoeders). In de voedingsindustrie wordt het met name toegepast in suikerwerk. Het wordt toegepast als antiklontermiddel en emulgator. Tevens is het belangrijk onderdeel van pillen als glansmiddel.
In zetpillen wordt het gebruikt als een viscositeitsverhogende stof. Hiermee beoogt men de sedimentatie van het geneesmiddel te beperken.